# 芮城花椒
芮城花椒，是一款中华人民共和国山西省运城市芮城县的土特产花椒、中国地理标志产品。

## 特点
根据芮城县地貌，芮城县人民政府决定在中条山前沿洪积扇区和沿黄河坡门二阶台地建设两条花椒经济林带，在中夭、阳城、杜庄建设三大花椒基地，并给与当地农民林地使用证和林权证，提供税费上减免和土地使用权保护。与此同时，芮城县成立了花椒协会，并举办培训班，教授管理知识。并创办生产“大红袍”花椒品牌（此外还有小红袍、枸椒两种）。2008年8月22日，芮城花椒与红山荞麦、长子大青椒、孝义核桃通过中华人民共和国农业部审查，成为中国地理标志产品。